# Симеонидис, Симеон
Симео́н Х. Симеони́дис (греч. Συμεών Χρ. Συμεωνίδης, англ. Symeon C. Symeonides; род. апрель 1949, Литродонтас, Никосия, Кипр) — греко-американский юрист-международник и правовед, профессор, 19-й декан юридического факультета Университета Уилламетт (1999—2011), президент Американского общества сравнительного права (2006—2010) и Международной ассоциации юридических наук (2013—2017). Один из ведущих в мире специалистов в области международного частного права, а по мнению авторов «Оксфордского учебника по сравнительному праву» — «возможно, ведущий современный мировой эксперт в области сравнительного правоведения и международного частного права». Один из шести американцев, избранных для чтения общего курса международного частного права в Академии международного права с момента её основания в 1923 году. Принимает участие в правовых реформах в Луизиане, Орегоне, Пуэрто-Рико, а также в Брюсселе (Бельгия), в том числе в Европейском союзе. Оказывает консультационную помощь по вопросам законодательства Европейскому парламенту и правительствам Кипра, Эстонии, России, Туниса.
Почётный консул Республики Кипр в США (1985—1999). Член Американского института права (1987), титулярный член Международной академии сравнительного права (2002), фелло Европейского института права (2012), ассоциированный член Института международного права (2013), избранный иностранный член-корреспондент Венесуэльской академии политических и социальных наук (2017). Почётный доктор права Университета имени Аристотеля в Салониках (2012) и Университета Уилламетт (2016), почётный доктор философии Кипрского университета (2014).
h-индекс = 36, процитирован > 2 940 раз.

## Биография

### Ранние годы
Самый младший из семи детей в семье греков-киприотов, занимавшихся земледелеем. Когда Симеону было шесть лет, британские военнослужащие арестовали его отца, бывшего профсоюзным деятелем, и удерживали в качестве политического заключённого более трёх лет. Впоследствии никакого судебного разбирательства над британскими солдатами или обвинений в их адрес не последовало.
В 1972 году для изучения английского языка приехал в США, где был принят в Гарвардский университет.
В 1974 году, после окончания Гарварда, вернулся на Кипр, где в качестве добровольца поступил на военную службу с целью участия в борьбе с турецким военным вторжением на остров. Принимал участие в боевых действиях в составе пехотного взвода из около 30 человек, из которых выжило лишь девять. Эти и более ранние события оказали влияние на карьеру Симеонидиса.

### Образование
Юридический факультет Университета имени Аристотеля в Салониках (бакалавр частного права, 1972; бакалавр публичного права и политологии, 1973), юридический факультет Гарвардского университета (магистр права, 1974; доктор права, 1980).

### Карьера

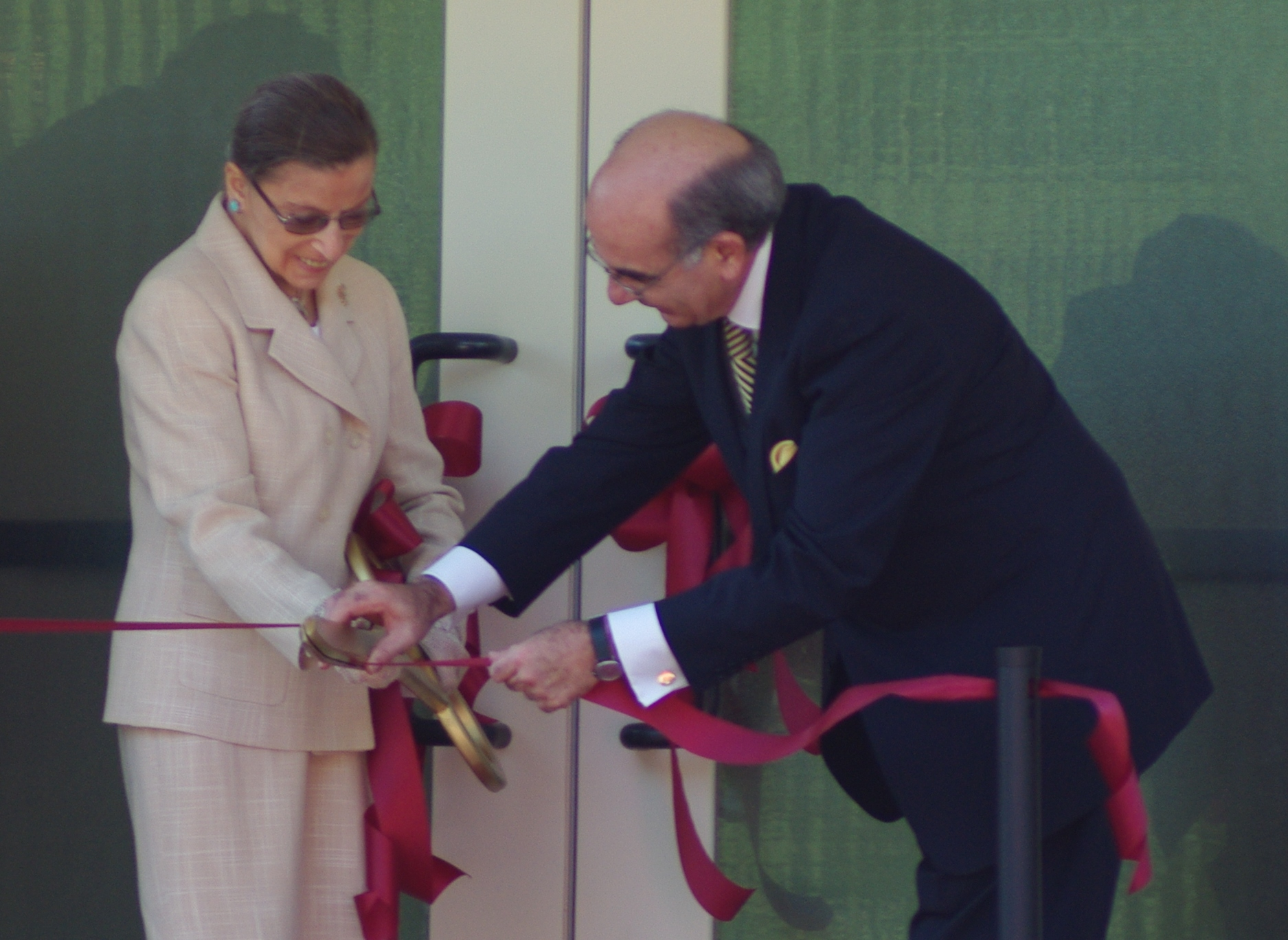
Симеон Х. Симеонидис и Рут Б. Гинзбург на торжественной церемонии перерезания ленточки в Орегонском центре гражданского правосудия (Университет Уилламетт, 2008).

1976—1978: преподаватель Университета имени Аристотеля в Салониках.
1978—1999: ассистент-профессор (1978—1981), ассоциированный профессор (1981—1984), профессор (1984—1999) Центра права Университета штата Луизиана.
1991—1997: вице-канцлер по административным вопросам (июль—декабрь 1991), по административным вопросам и учебной части (1991—1994), по учебной части (1994—1997) Центра права Университета штата Луизиана.
1999—н. в.: профессор юридического факультета Университета Уилламетт.
1999—2011: декан юридического факультета Университета Уилламетт.
2003—н. в.: председатель консультативного совета юридического факультета Кипрского университета.
Приглашённый преподаватель Школы юридических наук Нью-Йоркского университета (2016), Университета Париж I (2005, 2006, 2007, 2008), Университета Париж V (2002, 2003, 2004), Школы права Тулейнского университета (1985), Школы права Университета Лойолы в Новом Орлеане (1982) и др.
Автор 26 книг и более 120 научных статей, некоторые из которых переведены на китайский, французский, немецкий, греческий, итальянский или испанский языки.
Читал лекции и семинары в университетах более чем 50 стран, включая следующие: Аргентина, Австралия, Бельгия, Китай, Кипр, Дания, Англия, Франция, Германия, Греция, Япония, Индия, Италия, Люксембург, Мексика, Нидерланды, Россия, Шотландия, Испания, Швейцария, Тайвань, США, Уругвай.
Член редакционных коллегий журналов «American Journal of Comparative Law» (2007—н. в.), «Yearbook of Private International Law» (Швейцария), «European Journal of Comparative Law and Governance» (Нидерланды), «Electronic Journal of Comparative Law» (Нидерланды), «International Journal of Human Rights and Constitutional Studies» (Швейцария), «Hellenic Review of European Law» (Греция), «Journal of Comparative Jurisprudence» (Украина), «Revue Critique de droit International Privé» (Франция).
Член общества Phi Beta Kappa.

## Научная деятельность
Сфера научных интересов: международное право, международное частное право, международные сделки, гражданский процесс, гражданское процессуальное право, морское право (международное морское частное право), сложные судебные разбирательства, внешняя политика, право собственности (реальная собственность), сравнительное правоведение, международное судопроизводство, международный арбитраж.

## Политические взгляды
По мнению Симеонидиса, тот факт, что в 2014 году Россия аннексировала Крым, является опасным прецедентом для Кипра, так как не исключено, что живущие на оккупированной Турцией северной территории острова турки однажды также могут заявить о праве на самоопределение и желании проведения референдума.

## Личная жизнь
Супруга — Харула Симеонидис.
Увлекается музыкой.

## Награды и премии
- 2002 — Friedrich K. Juenger Prize.
- 2012, 2016 — Robert L. Misner Award.
- 2013 — Courtland H. Peterson Senior Scholar Prize.
- и др.[3]

## Публикации

### Книги
- Private International Law: Idealism, Pragmatism, Eclecticism (The Hague Academy of International Law, 2017).
- Oxford Commentaries on American Law: Choice of Law (Oxford University Press, 2016).
- Private International Law: United States of America (International Encyclopaedia of Laws, Kluwer Law International 2015).
- Codifying Choice of Law Around the World: An International Comparative Analysis (Oxford University Press 2014); 1 Paperback edition (2017).
- Conflict of Laws: American, Comparative, International (with Wendy C. Perdue) (previously including Arthur T. von Mehren), Thomson-West, American Casebook Series (1st ed. 1998, 2nd ed. 2003, 3rd ed. 2012) (with Teacher’s Manual).
- Conflict of Laws (with Peter Hay & Patrick Borchers) Thomson-West Hornbook Series (5th ed. 2010).
- American Private International Law, Kluwer Law International (2008).
- The American Choice-of-Law Revolution: Past, Present, and Future, The Hague Academy of International Law Monographs (Martinus Nijhoff Publishers 2006).
- Le droit international privé à la fin du vingtième siègle: Progrès ou recul? — Private International Law at the End of the 20th Century: Progress or Regress? (Kluwer Law International, 2000).
- Convergence and Divergence in Private International Law — Liber Amicorum Kurt Siehr (with K. Boele-Woelki, T. Einhorn & D. Girsberger (eds.) (Eleven International Publishing, 2010).
- Law and Justice in a Multistate World: Essays in Honor of Arthur T. von Mehren (with James A.R. Nafziger, eds.) (Transnational Publishers, 2002).
- Welcoming the World: U.S. National Reports to the XVIIIth International Congress of Comparative Law (with John C. Reitz, eds. 2010).
- American Law in a Time of Global Interdependence: U.S. National Reports to the 16th International Congress of Comparative Law (with John C. Reitz, eds., 2002).
- American Law at the End of the Twentieth Century: U.S. National Reports to the 15th International Congress of Comparative Law (with George A. Bermann, eds., 1998).
- Comparative Private International Law: Materials for the Comparative Study of American and European Approaches to Choice of Law in Torts and Contracts (Course-Book, 224 p., 4th ed. 1996, P.M. Hebert Publications Institute).
- American and Comparative Conflicts Law (Casebook, 426 p., P.M. Hebert Publications Institute, 1995).
- Louisiana and Comparative Conflicts Law, (Course-Book, 458 p., 4th ed. 1993, P.M. Hebert Publ. Inst.).
- An Introduction to the Louisiana Civil Law System (Course-Book, 627 p., 6th ed. 1991, P.M. Hebert Publ. Inst.).
- A Projet for the Codification of Puerto Rican Private International Law, 168 p. (P.R. Acad. Jurispr. Legisl. 1991).
- A Sourcebook for the Codification of Puerto Rican Private International Law, 264 p. (P.R. Acad. Jurispr. Legisl. 1991).
- Conflict of Laws: Louisiana Materials (Course-Book, 2nd ed. 1983, P.M. Hebert Publ. Institute).
- A Source-Book for the Revision of Louisiana Law of Conflict of Laws (Compilation, 328 p., 1984).
- An Outsider’s View of the American Approach to Choice of Law: Comparative Observations on Current American and Continental Conflicts Doctrine (Doctoral Thesis, Harvard Law School, 413 p., 1980).
- Συγκριτικό Δίκαιο (Comparative Law) (with Dimitrios Evrigenis & Phocion Francescakis, Sakkoulas Publications, 593 p., 1978).
- Εισαγωγή στο Κυπριακό Δίκαιο (Introduction to Cypriot Law), (University of Thessaloniki Press, 231 p., 1977).
- The Maxim Lex Loci Celebrationis in the Conflict of Laws of Marriage: A Comparative Study of American and Greek Law (LL.M. Thesis, Harvard Law School, 140 p., 1974).

### Статьи (избранные)
- Private International Law: Idealism, Pragmatism, Eclecticism (The Hague Academy of International Law, 2016).
- Oxford Commentaries on American Law: Choice of Law (Oxford University Press, 2016).
- Private International Law: United States of America (International Encyclopaedia of Laws, Kluwer Law International 2015).
- Codifying Choice of Law Around the World: An International Comparative Analysis (Oxford University Press 2014).
- Conflict of Laws: American, Comparative, International (with W.C. Perdue) (Thomson-West, 3rd ed. 2012) Conflict of Laws (with P. Hay & P. Borchers) (Thomson-West, 5th ed. 2010).
- American Private International Law (Kluwer Law International, 2008).
- The American Choice-of-Law Revolution: Past, Present, and Future, The Hague Academy of International Law Monographs (Martinus Nijhoff Publishers 2006).
- Le droit international privé à la fin du vingtième siègle: Progrès ou recul? (Kluwer Law International, 2000).
- Law and Justice in a Multistate World: Essays in Honor of Arthur T. von Mehren (with James A.R. Nafziger, eds.) (Transnational Publishers, 2002).[8]